# Chiến dịch Dnipropetrovsk
Chiến dịch Dnipropetrovsk là một trận đánh diễn ra giữa Hồng quân Liên Xô với quân đội Đức Quốc xã trong cuộc Chiến tranh Xô-Đức thuộc Chiến tranh thế giới thứ hai, kéo dài từ ngày 23 tháng 10 đến 23 tháng 12 năm 1943. Nó là một phần của Trận sông Dniepr diễn ra trong nửa cuối năm 1943.

## Kế hoạch
Sau khi quân đội Liên Xô tiếp cận được vùng hạ lưu sông Dniepr, các Tập đoàn quân số 46 (tư lệnh: V. V. Glagolyev) và Tập đoàn quân cận vệ số 8 (tư lệnh: tướng I. I. Maslennikov, từ ngày 10 tháng 11 là V. I. Chuikov) thuộc Phương diện quân Ukraina 3 (tư lệnh: Đại tướng R. Ya. Malinovsky) đã đánh chiếm hai đầu cầu vượt sông ở phía Bắc (đầu cầu Aulskiy) (Auly) và Nam Dniepropetrovsk. Nhiệm vụ của quân đội Liên Xô lúc này là phải nhanh chóng giải phóng Dniepropetrovsk và tiêu diệt cụm quân Dniepropetrovsk bằng hai mũi hợp vây, tiếp đó sẽ tiến tới tiêu diệt cụm quân Kryvyi Rih.
Binh lực của quân đội Liên Xô trong chiến dịch này là khoảng 100.000 người, 2.000 đại bác và súng cối cùng một lượng nhỏ xe tăng. Đối thủ của họ là Tập đoàn quân thiết giáp số 1 (tư lệnh: Trung tướng kỵ binh Eberhard von Mackensen, đến ngày 29 tháng 19 là trung tướng xe tăng Hans Hube) của Cụm Tập đoàn quân Nam (tư lệnh: Thống chế Erich von Manstein), với binh lực tổng cộng 25.000 người, 50 xe tăng, 700 đại bác và súng cối.

## Diễn biến
Ngày 23 tháng 10 năm 1943, Tập đoàn quân số 46 và Tập đoàn quân cận vệ số 8 nổ súng tấn công, mở màn chiến dịch Dnipropetrovsk. Trong thời gian này quân Đức đang căng sức giữ vùng Krivoi Rog - vốn đang bị quân đội Liên Xô công kích trong chiến dịch Pyatikhatskaya (Днепропетровская операция), đòn đánh của Phương diện quân Ukraina 3 tại Dnipropetrovsk hoàn toàn là một sự bất ngờ. Cả hai Phương diện quân đã nhanh chóng đục thủng tuyến phòng ngự của quân Đức, nối liền hai đầu cầu vượt sông, giải phóng vùng công nghiệp Dnipropetrovsk và Dniprodzerzhynsk vào ngày 25 tháng 10. Sau khi hoàn tất giai đoạn đầu của chiến dịch, quân đội Liên Xô tiếp tục tấn công các cụm quân Krivoi Rog ở phía Tây Nam và Nikopol ở phía Nam. Trước tình hình nguy cấp, quân Đức vội vã điều 3 sư đoàn xe tăng, 1 sư đoàn bộ binh cơ giới hóa và 1 sư đoàn bộ binh tới chặn đòn tấn công của phía Liên Xô. Đòn phản kích của quân Đức đã tạm thời chặn được đà tiến công của quân đội Liên Xô sau một chuỗi những trận đánh đẫm máu.
Sau khi củng cố lại lực lượng, đến ngày 14 tháng 11 Phương diện quân Ukraina 3 lại tấn công, tuy nhiên họ đã không thành công trong việc tạo được một bước đột phá quyết định cho chiến dịch. Trong suốt hai tuần, quân đội Liên Xô chỉ tiến được 20 cây số, và một tháng sau đó cả hai bên đều không thể đánh bại đối phương dù đã liên tục tấn công và phản công. Đến ngày 23 tháng 12 chiến dịch Dnipropetrovsk kết thúc.

## Kết quả
Quân đội Liên Xô đã không hoàn thành được tất cả các mục tiêu trong chiến dịch Dnipropetrovsk. Tuy nhiên quân đội Đức quốc xã cũng đã chịu những thiệt hại rất nặng nề và các thành phố Krivoi Rog và Nikopol cũng đã bị quân đội Liên Xô áp sát. Hai thành phố này sẽ được giải phóng vào tháng 2 năm 1944 trong Chiến dịch tấn công Nikopol–Krivoi Rog.